# Chlorocebus aethiops
El cercopiteco verde o tota (Chlorocebus aethiops) es una especie de primate catarrino de la familia Cercopithecidae. Es un mono de entre 40 y 60 cm a los que hay que sumar hasta otros 80 cm de cola. 
Se le encuentra en amplias zonas del África subsahariana tanto en zonas de sabana como de bosque. Es frecuente en zonas humanizadas. Viven en grupos que llegan a tener hasta un centenar de individuos. Su alimentación es muy variada y aunque los vegetales son su alimento base realmente comen cualquier cosa comestible

## Taxonomía
La taxonomía de esta especie es discutida. Algunas fuentes afirman que esta especie, y todo el género Chlorocebus son en realidad una sola especie, Cercopithecus aethiops. 